# Domovini
Domovini (rus: Домовины) és un poble de l'óblast de Lípetsk, a Rússia, que en el cens del 2010 tenia 50 habitants.